# ALU 사고기법
ALU 사고기법은 수렴적 사고 기법 중 하나이다.
다양한 아이디어를 강점(Advantage), 약점(Limitation), 특이한 점(Unique),으로 나누어 살펴보고 최선의 아이디어를 결정하는 기법이다. 수렴적 사고 기법에는 ALU 기법 말고도 PMI 사고기법이 있다.